# Monforte da Beira
Monforte da Beira ist eine Gemeinde (Freguesia) im portugiesischen Kreis Castelo Branco. In ihr wohnten 320 Einwohner (Stand 19. April 2021).